# Can I Get a...
Can I Get a... è un singolo del rapper statunitense Jay-Z, estratto dalla colonna sonora del film Rush Hour - Due mine vaganti. È stato prodotto da Irv Gotti e Lil' Rob e vi hanno partecipato Ja Rule e Amil.
Il singolo entra nelle classifiche statunitensi (alla posizione numero 19 nella Hot 100 e alla sesta tra le canzoni R&B/Hip-Hop) e in quelle europee, restando per sedici settimane nella chart olandese e per quindici settimane in quella tedesca, dove Can I Get A... raggiunge il dodicesimo posto come posizione massima.

## Descrizione
Il testo è stato scritto dagli stessi Jay-Z, Ja Rule, Amil e Irv Gotti, più da Robert Mays. Partecipando al brano, Amil e Ja Rule si sono fatti particolarmente conoscere, tanto da diventare collaboratori ambiti da diversi altri artisti dopo il successo di questa hit.
Can I Get a... è presente anche nel terzo album di Jay-Z Vol. 2... Hard Knock Life. Ha raggiunto la posizione 19 nella Billboard Hot 100, la 6 nella Hot R&B/Hip-Hop Songs e la 22 nella Hot Rap Tracks. In Regno Unito ha raggiunto la posizione 24.

Nella versione censurata del brano, il ritornello
 è rimpiazzato con
Il brano della cantante pop Janet Jackson Strawberry Bounce, presente nell'album Damita Jo, campiona Can I Get a.... Il canale satellitare VH1 ha inoltre piazzato il singolo alla posizione 57 nella sua 100 Greatest Songs of the 90s, ovvero le cento canzoni più belle degli anni novanta.

## Tracce

### CD
1. Can I Get a... – 5:13
2. Faded Pictures – 3:48
3. How Deep Is Your Love – 3:58

### Vinile
Lato A
1. Can I Get a... (Radio Edit)
2. Bitch Betta Have My Money (Radio Edit)
3. And You Don't Stop (Radio Edit)

Lato B
1. Can I Get a... (TV Track)
2. Bitch Betta Have My Money (TV Track)
3. And You Don't Stop (TV Track)

## Classifiche

### Classifiche settimanali
| Classifica (1998)        | Posizione massima |
| ------------------------ | ----------------- |
| Francia                  | 23                |
| Germania                 | 15                |
| Paesi Bassi              | 30                |
| Regno Unito              | 24                |
| Stati Uniti              | 19                |
| US Hot R&B/Hip-Hop Songs | 6                 |
| US Pop Songs             | 27                |
| US R&B/Hip Hop Airplay   | 2                 |
| US Rhytmic               | 2                 |
| US Radio Songs           | 9                 |
| Svizzera                 | 26                |